# كاثرين بيركوف
كاثرين بيركوف (من مواليد 28 يناير 2001) هي لاعبة سباحة أمريكية فازت بأربع ميداليات في بطولة العالم، تنافست في دورة الألعاب الجامعية الصيفية 2019. وفازت بالميدالية الذهبية في سباق 100 متر ظهرًا وحطمت الرقم القياسي في المسابقة. ثم احتلت المركز الرابع في سباق 50 متر ظهرًا. وفي سباق التتابع المختلط 4 × 100 متر للسيدات، فازت بالميدالية الذهبية.
تنافست بيركوف في السباحة في بطولة العالم للألعاب المائية 2023. وفي سباق 100 متر ظهرًا، فازت بالميدالية البرونزية. وفي سباق التتابع المختلط 4 × 100 متر متنوعة، سبحت في التصفيات، واحتل الفريق الأمريكي المركز الثالث في النهائي، وحصلت على الميدالية البرونزية. وفي سباق 50 متر ظهرًا، احتلت بيركوف المركز الخامس. وفي سباق التتابع المختلط 4 × 100 متر للسيدات، سبحت في التصفيات واحتل الفريق الأمريكي المركز الأول في النهائي وحصلت على الميدالية الذهبية.